# 잭 애플맨

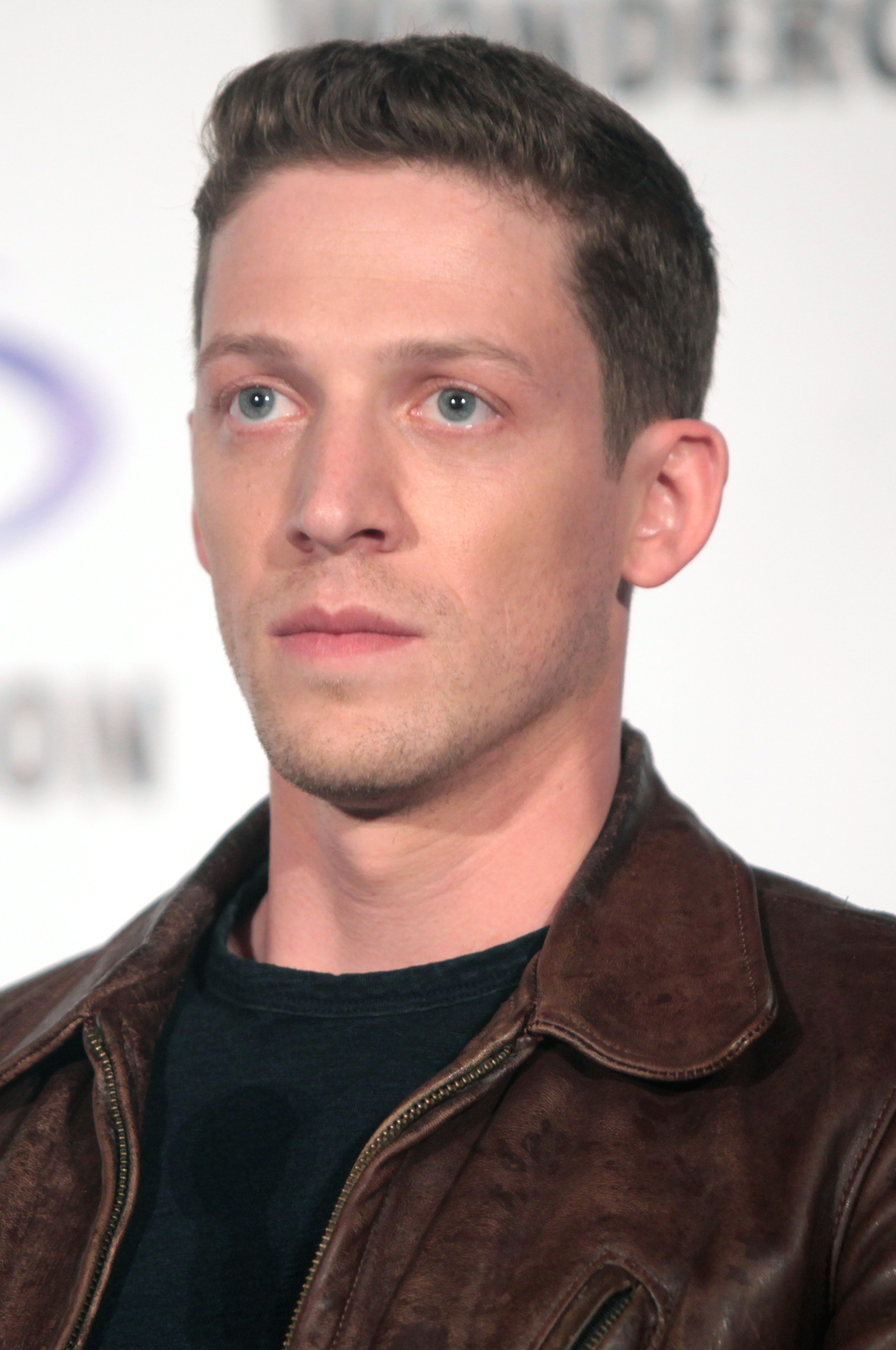

잭 애플맨(Zach Appelman, 1985년 8월 5일 ~ )은 미국의 영화배우, 연극 배우, 텔레비전 배우이다.
팰로앨토에서 태어났다.

## 영화
- 라이크 파더 (2018년)
- 컴플리트 언노운 (2016년)